# يو إس إس جيرالد فورد
يو إس إس جيرالد آر فورد (سي في إن 78)(بالإنجليزية: USS Gerald R. Ford (CVN-78)) هي حاملة طائرات تابعة للبحرية الأمريكية والسفينة الرائدة في فئتها. سُميت السفينة على اسم الرئيس الثامن والثلاثين للولايات المتحدة، جيرالد فورد، الذي تضمنت خدمته البحرية في الحرب العالمية الثانية واجبًا قتاليًا على متن حاملة الطائرات الخفيفة مونتيري في مسرح المحيط الهادئ.
بدأ بناء حاملة الطائرا في 11 أغسطس 2005، عندما قامت شركة نورثروب جرومان بإجراء قطع فولاذي احتفالي للوحة تزن 15 طنًا تشكل جزءًا من وحدة الغلاف الجانبي للحاملة. وُضعت عارضة جيرالد آر. فورد في 13 نوفمبر 2009، وعُمدت في 9 نوفمبر 2013 دخلت جيرالد آر. فورد الأسطول لتحل محل سفينة USS Enterprise (CVN-65) التي خرجت من الخدمة USS Enterprise (CVN-65)، والتي أنهت 51 عامًا من الخدمة الفعلية في ديسمبر 2012. كان من المقرر في الأصل تسليمها عام 2015، سُلمت جيرالد ر. فورد إلى البحرية في 31 مايو 2017، وكلفت رسميًا من قبل الرئيس دونالد ترامب في 22 يوليو 2017. انطلقت السفينة في أول مهمة لها في في 4 أكتوبر 2022. اعتبارًا من 2024 تعد جيرالد فورد أكبر حاملة طائرات في العالم، وأكبر سفينة حربية بُنيت على الإطلاق.

## تاريخها

### تسميتها
اشترك الكونغرس الأمريكي في تسمية حاملة الطائرات الجديدة
 حيث قدم «جون وارنر» حاكم ولاية فيرجينيا بمشروع هذا القرار إلى الكونغرس للعمل به في السنة المالية 2007 . ووافق الكونغرس على القرار وقام الرئيس السابق جورج دبليو بوش باعتماد القرار في 17 أكتوبر 2007 . كان المسؤول عن تسمية السفينة قبل هذا المرسوم من اختصاص وكيل وزارة الدفاع لشؤون البحرية «دونالد وينتر».
وفي 3 يناير 2007 أعلن وزير الدفاع أنذاك «دونالد رامسفيلد» بعد عدة أيام من وفاة الرئيس السابق جيرالد فورد. وأعلنت البحرية الأمريكية موافقتها على تلك التسمية في 16 يناير 2007.

### تاريخ بنائها

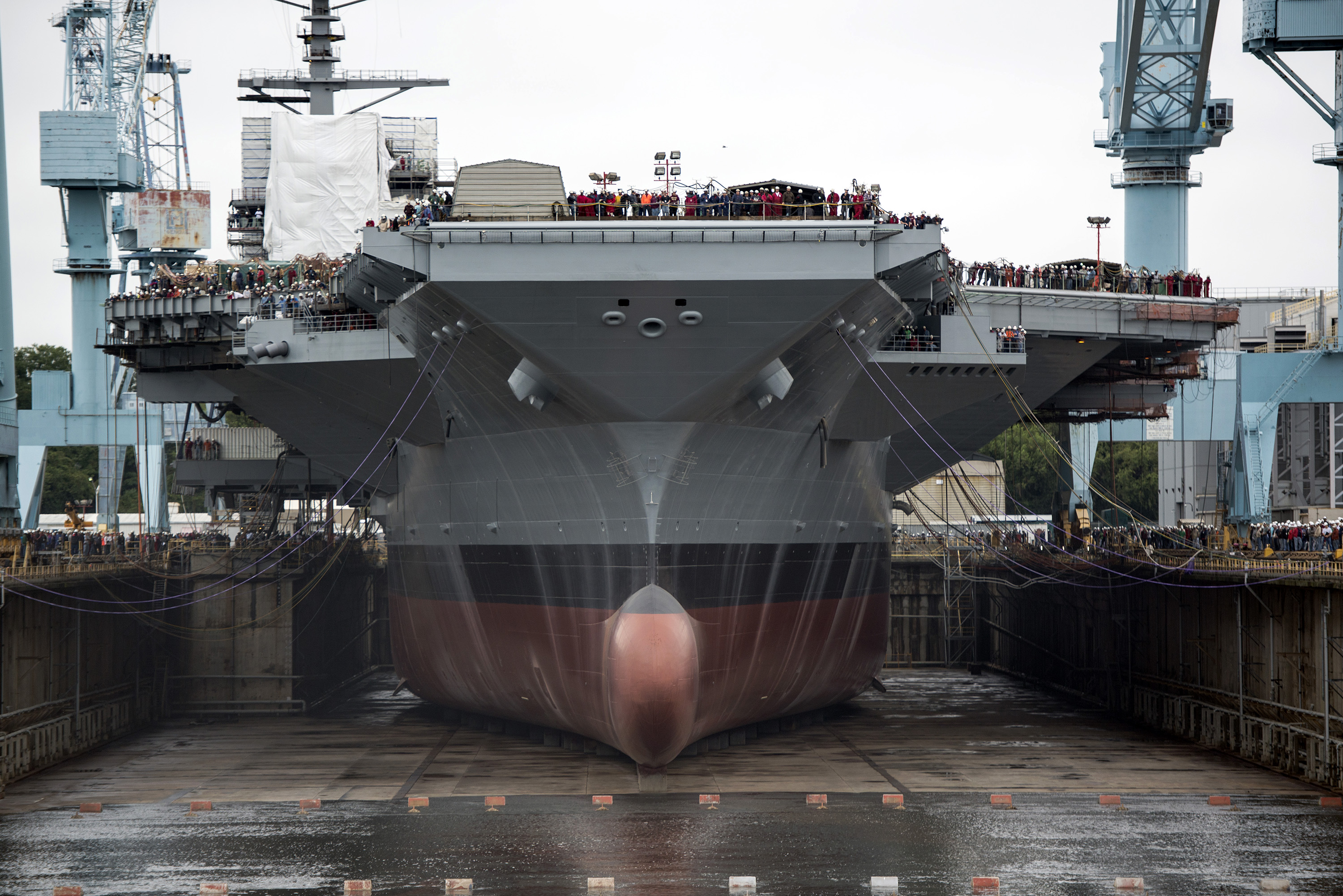
ملء الحوض العائم.

أعطي عطاء بناء حاملة الطائرات الجديدة إل شركة «نورثروب غرومان» في 10 سبتمبر 2008 بتكلفة 7و5 مليار دولار لبناء حاملة الطائرات سي في إن-78 . ولكن خزانة الكونغرس كانت تقدر لها 4و11 مليار دولار في يونيو 2008.
ودشنت السفينة بتنزيلها إلى الماء في 9 نوفمبر 2013 . وقامت بتدشينها «سوزان فورد بيلز» أبنة جيرالد فورد.
وبعد تدشينها بقليل تبين ان حاملة الطائرات لا تفي «بتصنيف نيمتز» الذي يتطلب زيادة معدلات إقلاع وهبوط الطائرا عليها. وكان تطوير نوع مقلاع كهرومغناطيسي جديد لم ينتهي تقنيا بعد، وكذلك نظام الالتقاط عند الهبوط وأجهزة الرادار لتوجيه الطيارين ومصاعد الذخيرة. فكان معدل زيادة الإقلاع والهبوط يستدعى وقتا أقصر بين تجهيز كل طائرة والطائرة التي بعدها، لكي تفي لشروك تصنيف نيمتز.
وكان الخبراء يعتقدون ان ايفاء تلك الشروط سوف يتحقق عند بدء خدمة حاملة الطائرات في عام 2016 . ومع ذلك فإن هيئة الخبراء قدرت زيادة في التكلفة تصل إلى 25% ، مما يعطل بناء حاملتي الطائرات الجديدتين بنفس التصنيف الجديد، وهما يو إس إس جون كينيدي (CV-67) ويو إس إس إنتربرايز (CVN-80) .

## اقرأ أيضا
- سفينة ألور أوف ذي سيز
- يو اس اس كايرو